# Bestätigung (Wissenschaftstheorie)
Bestätigung (engl. confirmation) bezeichnet als Terminus der Wissenschaftstheorie den Prozess oder das Ergebnis der empirischen oder theoretischen Überprüfung einer Hypothese. Die Bestätigung ist schwächer als eine logische Implikation und stärker als eine bloße Vereinbarkeit von Aussagen. Eine Bestätigung einer generellen Aussage durch Prüfung einzelner Beispiele schließt nicht aus, dass es auch Gegenbeispiele gibt oder geben könnte.
Die logische Form einer Bestätigung ist: „Wenn p, dann q; q also p.“. Beispiel: Wenn alle Raben schwarz sind, dann ist auch der Rabe hier vor Ort schwarz. Der Rabe vor Ort ist schwarz, also bestätigt dies, dass alle Raben schwarz sind.
Bei den Bestätigungstheorien geht es um die Frage der Bestätigung genereller empirischer Urteile durch Beobachtungssätze. Man unterscheidet induktive und deduktive Bestätigungstheorien. Rudolf Carnap entwickelte eine induktive Bestätigungstheorie in Verbindung mit einer induktiven Logik, wonach der wissenschaftliche Anspruch einer Theorie von der Bestätigungsfähigkeit durch Beobachtungssätze abhängen soll. Deduktive Bestätigungstheorien wie die von Karl Raimund Popper stellen auf die Bewährung ab und betonen die Falsifizierbarkeit von Hypothesen.